# فرانک آسارو
فرانک آسارو (انگلیسی: Frank Asaro; ۳۱ ژوئیهٔ ۱۹۲۷ – ۱۰ ژوئن ۲۰۱۴) دانشمند در زمینه شیمی هسته‌ای اهل ایالات متحده آمریکا بود.